# Лавена-Понте-Треза
Лавена-Понте-Треза (італ. Lavena Ponte Tresa) — муніципалітет в Італії, у регіоні Ломбардія, провінція Варезе.
Лавена-Понте-Треза розташована на відстані близько 540 км на північний захід від Рима, 65 км на північний захід від Мілана, 17 км на північ від Варезе.
Населення — 5632 особи (2014).
Щорічний фестиваль відбувається Страсної п'ятниці. Покровитель — Santissimo Crocifisso.

## Демографія
Населення за роками:

Станом на 1 січня 2023 року в муніципалітеті офіційно проживав 601 іноземець з 56 країн, серед них 126 громадян країн Євросоюзу та 27 громадян України.

## Сусідні муніципалітети
- Брузімп'яно
- Кадельяно-Віконаго
- Казлано
- Крольйо
- Марціо
- Понте-Треза